# فادروزول
فادروزول (INN)، که با نام تجاری Afema (توسط نوارتیس) فروخته می‌شود، یک مهارکننده انتخابیِ غیر استروئیدیِ آروماتاز است که در ژاپن برای درمان سرطان پستان استفاده می‌شود.